# Sprockholz

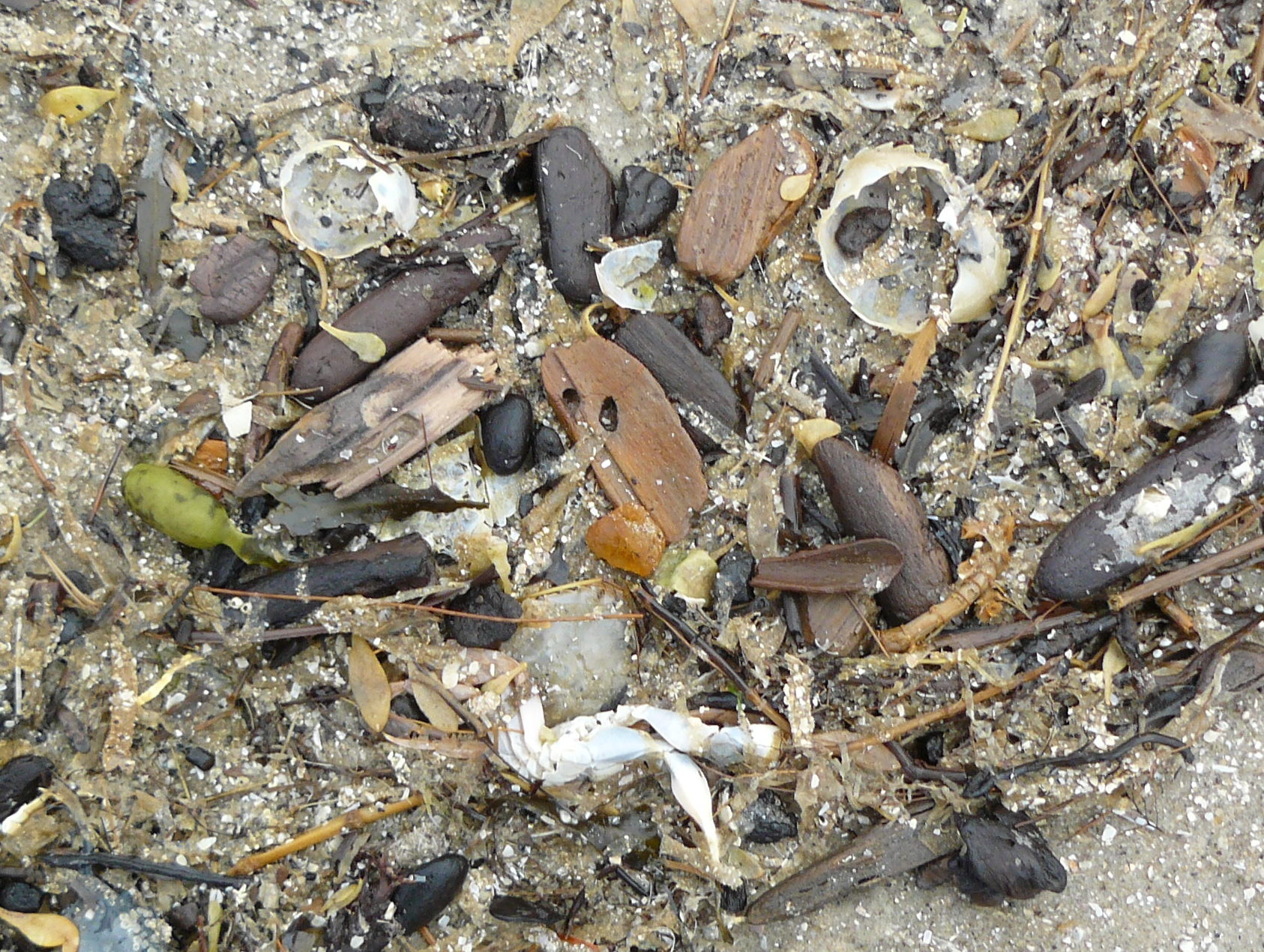
Spülsaum mit Sprockholz auf der dänischen Nordseeinsel Fanø; in der Mitte ein kleines Stück Bernstein.

Sprockholz ist eine Bezeichnung für braunes oder durch Inkohlung auch schwarzes Holz und Borkenreste sowie Braunkohlereste. Das Material befindet sich in Spülsäumen an Meeresküsten. Auch bei der einstigen Bernsteinbaggerei in der Danziger Bucht und Umgebung wurde Sprockholz mit zu Tage gefördert (quasi fossiles Sprockholz). Aufgrund ihrer abgerundeten Form werden die Holzstückchen in Spülsäumen auch Rollholz genannt. Weitere – meist regionale – Bezeichnungen sind Kaffeedick (für eine Anhäufung sehr kleiner Partikel, die zusammengespült an Kaffeesatz erinnern) oder Zigarren (für größere längliche Stücke).   

## Etymologie
Die Bezeichnung geht auf das niederdeutsche Adjektiv sprock zurück, das so viel wie „spröde“, „mürbe“ oder „brüchig“ bedeutet. So werden regional im niederdeutschen Sprachraum beispielsweise Weiden, die sich nur wenig biegen und schnell zerbrechen, als Sprockweiden bezeichnet. Sprock lesen  bedeutet so viel wie „dünne Äste im Wald sammeln“.

## Sprockholz und Bernstein
Das mit Meerwasser vollgesogene Sprockholz hat ein spezifisches Gewicht, das nur wenig über dem des Meerwassers liegt. Es schwimmt folglich nicht im Salzwasser, wird aber schon bei leichter Dünung bewegt. Dadurch bildet Sprockholz oft mit anderen Materialien gleichen spezifischen Gewichtes (Muschel- und Schneckenschalen, Algen, Seetang, Kiefernzapfen, Zivilisationsmüll) markante Spülsäume. Umgangssprachlich wird – wenn auch etwas unpräzise – mitunter der gesamte aus einem solchen Gemisch bestehende Spülsaum als Sprockholz bezeichnet. 
Treten an der Nordseeküste Dänemarks, Deutschlands, örtlich auch der Niederlande und Südenglands sowie an den Küsten der südlichen Ostsee diese auffällig dunklen Spülsäume auf, befindet sich oft Bernstein darin, der mit seinem ebenfalls knapp oberhalb von Salzwasser liegenden spezifischen Gewicht von ca. 1,05 bis 1,10 zusammen mit dem Sprockholz und anderen Materialien angespült wird. Einst wurde dieses Material als Bernsteinmutter bezeichnet, ein Ausdruck, der heute nicht mehr gebräuchlich ist.

## Ravpindelag
Das dänische Wort Ravpindelag (wörtlich übersetzt so viel wie Bernsteinzweiglage) bezeichnet im Prinzip ebenfalls eine Ansammlung von Sprockholz, oft vermischt mit Muschelschalen, Wurmröhren und ähnlichen Objekten. Derartige Lagen treten auch in verschiedenen tertiären geologischen Formationen in Dänemark auf und werden in geologischer Literatur vielfach auch mit diesem dänischen Wort bezeichnet. Sie markieren Spülsäume einstiger Meeresküsten und enthalten zumeist – wie die heutigen Spülsäume auch – Bernstein. 
Aus dem Verlauf dieser fossilen Spülsäume haben Geologen Erkenntnisse auf Küstenverläufe in geologischen Zeiträumen und deren allmähliche Verlagerung ziehen können. So erhärten diese Befunde auch die Theorie, dass die Bernsteinvorkommen insbesondere vor der dänischen Nordseeküste nicht allein auf Einschwemmungen über die eiszeitlichen Urstromtäler zurückgehen, sondern sich der eozäne/oligozäne Bernsteinwald bis in den Süden der fennoskandischen Halbinsel ausgedehnt haben muss und die fossilen Harze dieses Waldes durch Flüsse in den südlich hiervon gelegenen Meeresabschnitte getragen, dort abgelagert wurden und Teile hiervon durch Meerestrangression und -regression mit der Zeit immer weiter nach Süden und Südwesten verlagert worden sind.